# Breeders' Cup Filly & Mare Turf
Breeders' Cup Filly & Mare Turf, är ett galopplöp i löpserien Breeders' Cup, som drivs av Breeders' Cup Limited, ett företag som bildades 1982. Det är ett Grupp 1-löp, det vill säga ett löp av högsta internationella klass. Första upplagan av Breeders' Cup Filly & Mare Turf reds 1999. Den samlade prissumman i löpet är 2 miljoner dollar.

## Segrare
| År   | Häst               | Ålder | Jockey                | Tränare                | Tid     | Distans |
| ---- | ------------------ | ----- | --------------------- | ---------------------- | ------- | ------- |
| 2022 | Tuesday            | 3     | Ryan Moore            | Aidan O'Brien          | 1:51.88 | 1 3⁄16  |
| 2021 | Loves Only You     | 5     | Yuga Kawada           | Yoshito Yahagi         | 2:13.87 | 1 3⁄8   |
| 2020 | Audarya            | 3     | Pierre-Charles Boudot | James Fanshawe         | 1:52.72 | 1 3⁄16  |
| 2019 | Iridessa           | 3     | Wayne Lordan          | Joseph Patrick O'Brien | 1:57.77 | 1 ⁄4    |
| 2018 | Sistercharlie      | 4     | John R. Velazquez     | Chad Brown             | 2:20.96 | 1 3⁄8   |
| 2017 | Wuheida            | 3     | William Buick         | Charlie Appleby        | 1:47.91 | 1 ⁄8    |
| 2016 | Queen's Trust      | 3     | Frankie Dettori       | Sir Michael Stoute     | 1:57.75 | 1 ⁄4    |
| 2015 | Stephanie's Kitten | 6     | Irad Ortiz            | Chad Brown             | 1:56.22 | 1 3⁄16  |
| 2014 | Dayatthespa        | 5     | Javier Castellano     | Chad Brown             | 2:01.40 | 1 ⁄4    |
| 2013 | Dank               | 4     | Ryan Moore            | Sir Michael Stoute     | 1:58.73 | 1 ⁄4    |
| 2012 | Zagora             | 4     | Javier Castellano     | Chad Brown             | 1:59.70 | 1 ⁄4    |
| 2011 | Perfect Shirl      | 4     | John R. Velazquez     | Roger Attfield         | 2:18.62 | 1 3⁄8   |
| 2010 | Shared Account     | 4     | Edgar Prado           | Graham Motion          | 2:17.74 | 1 3⁄8   |
| 2009 | Midday             | 3     | Tom Queally           | Henry Cecil            | 1:59.14 | 1 ⁄4    |
| 2008 | Forever Together   | 4     | Julien Leparoux       | Jonathan Sheppard      | 2:01.58 | 1 ⁄4    |
| 2007 | Lahudood           | 4     | Alan Garcia           | Kiaran McLaughlin      | 2:22.75 | 1 3⁄8   |
| 2006 | Ouija Board        | 5     | Frankie Dettori       | Ed Dunlop              | 2:14.55 | 1 3⁄8   |
| 2005 | Intercontinental   | 5     | Rafael Bejarano       | Robert J. Frankel      | 2:02.34 | 1 ⁄4    |
| 2004 | Ouija Board        | 3     | Kieren Fallon         | Ed Dunlop              | 2:18.25 | 1 3⁄8   |
| 2003 | Islington          | 4     | Kieren Fallon         | Sir Michael Stoute     | 1:59.13 | 1 ⁄4    |
| 2002 | Starine            | 5     | John R. Velazquez     | Robert J. Frankel      | 2:03.57 | 1 ⁄4    |
| 2001 | Banks Hill         | 3     | Olivier Peslier       | André Fabre            | 2:00.36 | 1 ⁄4    |
| 2000 | Perfect Sting      | 4     | Jerry Bailey          | Joe Orseno             | 2:13.07 | 1 3⁄8   |
| 1999 | Soaring Softly     | 4     | Jerry Bailey          | James J. Toner         | 2:13.89 | 1 3⁄8   |